# James Hertzog
James Barry Munnik Hertzog, även känd som J. B. M. Hertzog, född 3 april 1866 i Wellington, Kapkolonin, död 21 november 1942 i Pretoria, Transvaal, var en sydafrikansk general, jurist och politiker. Han var en av boernas oförsonligaste ledare under boerkriget.

## Biografi
Efter studier, bland annat vid universitetet i Amsterdam, blev Hertzog advokat och 1895 domare i Oranjefristaten. 1899–1902 deltog han i boerkriget och blev en oförsonlig fiende till Storbritannien, och även efter boerrepublikens underkastelse fortsatte han sin hetsiga kampanj. Då Oranjefristaten 1907 fått självstyrelse blev Hertzog kronjurist och undervisningsminister i dess första regering och utnyttjade energiskt sitt inflytande. Oppositionella tjänstemän avskedades, hela den brittiska förvaltningen som byggts upp under de närmast föregående åren avvecklades. Ett tvåspråkssystem, som skulle hävda afrikaans ställning jämsides med engelskan infördes.
Vid Sydafrikanska unionens tillkomst 1910 blev han justitieminister i Louis Bothas regering, men samarbetet blev i längden omöjligt och Hertzog tvingades i december 1912 lämna ämbetet. I november 1913 gick han i spetsen för de nationalistiska afrikander som bröt med det styrande Sydafrikanska partiet. År 1914 bildade han Nationalistpartiet, vilket samlade det starka motståndet mot premiärminister Jan Smuts och Sydafrikas inträde första världskriget i kriget mot Tyskland.
Efter en valseger 1924 kunde Hertzog bilda en koalitionsregering med det sydafrikanska Arbetarpartiet och blev premiärminister. Hans regering stärkte den vita minoritetens dominans genom att införa rösträtt för vita kvinnor 1930 (inte för svarta/färgade), samtidigt som rösträttskrav (utbildning, skattekrav med mera) slopades helt för vita och skärptes för övriga grupper. Hertzog var även utrikesminister från 1929. Afrikaans infördes som officiellt språk och ersatte nederländskan, och landet fick en ny flagga 1928, som behölls till 1994.
Den ekonomiska depressionen slog hårt mot Sydafrika, och efter förhandlingar bildades en samlingsregering under det nya United Party, med Hertzog som partiordförande och premiärminister. Förändringen kom inte att påverka raspolitiken; år 1936 uteslöts alla svarta i Kapprovinsen från att delta i allmänna val och gavs istället tre egna ledamöter, Native Representatives, i Kapprovinsen (dessa avskaffades 1960).
Efter krigsutbrottet 1939 utbröt en ny regeringskris, varpå Hertzog tvingades avgå då han vägrade inträda i kriget på Storbritanniens sida. Åter i opposition bildade Hertzog 74 år gammal ett nytt boernationalistiskt parti, Volksparty (”Folkpartiet”) 1940, vilket inte fick nämnvärt stöd och upplöstes i samband med hans död. Åtskilliga av hans anhängare inom afrikaanerkretsarna slöt sig till Daniel Malans nya Nationalistparti, medan andra bildade det mer moderata Afrikaanerpartiet, vilka tillsammans bildade regering efter 1948 års val.

## Herstigste Nasionale Party
James Hertzogs son Albert Hertzog ledde 1969–1977 ett högerextremt boernationalistiskt parti, Herstigte Nasionale Party, i opposition mot den rådande apartheidregeringen. Partiet ställde krav på en totalt rassegrerad republik med afrikaans som enda officiellt språk och fick tidvis stöd (14,09 % av rösterna i underhusvalet 1981) och en del lokal representation samt ett mandat i det namibiska parlamentet. Namnet HNP var medvetet valt för att anspela på Herenigde Nasionale Party, det dåvarande NP:s namn 1940–1951, och att det dåvarande NP valt att svika Daniel Malans ideal. Efter Hertzog Juniors död 1977 övertogs ledarskapet av Jaap Marais och, vid dennes död 2000, av Andries Breytenbach. HNP existerar fortfarande som politisk kraft i Sydafrika men har ringa stöd; det har ett fåtal tusen anslutna och uppmanar sina medlemmar att inte rösta.